# Аль-Мансур Ладжин
Аль-Мансур Хусам ад-Дин Ладжин (араб. المنصور حسام الدين لاجين‎; ? — 16 января 1299) — одиннадцатый мамлюкский султан Египта с 1297 года.

## Биография
Ладжин был, вероятно, германского происхождения. Он был куплен по приказу Айбека и вошел в состав мамлюкского войска. В 1259 году, после убийства последнего, он был выкуплен эмиром Калауном.
В 1280 году Калаун доверил Ладжину командование цитаделью Дамаска. Это назначение совпало с началом мятежа бывшего губернатора Сункура аль-Ашкара, провозгласившего себя султаном. Восстание было подавлено войсками, подоспевшими из Каира, и Ладжин стал губернатором Дамаска (июль 1280 года).
В 1295 году Ладжин стал заместителем султана (наибом) Китбуги. Непопулярность Китбуги в среде мамлюков и голод, обрушившийся на Египет, позволили Ладжину сформировать заговор и свергнуть султана в 1297 году..
Ладжин имел поддержку мамлюков-черкесов, но его приход к власти не решил проблемы, стоявшие перед страной. Новый султан решил провести реформу земельного реестра, которая показала бесполезность его попыток угодить всем слоям египетского общества и привела к дальнейшему увеличению дефицита. Эмиры организовали заговор, который привел к убийству Ладжина 16 января 1299 года. Повстанцы восстановили на троне ан-Насира Мухаммада, свергнутого Китбугой в 1295 году.